# Max Rauffer
 (juillet 2019).
Si vous disposez d'ouvrages ou d'articles de référence ou si vous connaissez des sites web de qualité traitant du thème abordé ici, merci de compléter l'article en donnant les références utiles à sa vérifiabilité et en les liant à la section « Notes et références ».
Max Rauffer, né le 8 mai 1972 à Kolbermoor, était un skieur alpin allemand.

## Palmarès

### Coupe du monde
- Meilleur classement au Général : 50e en 2005.
- 1 succès en course (1 en Descente)

#### Saison par saison
- Coupe du monde 2005 :
  - Descente : 1 victoire (Val Gardena (Italie))

(État au 20 mars 2006)